# Peypin-d'Aigues
Peypin-d'Aigues är en kommun i departementet Vaucluse i regionen Provence-Alpes-Côte d'Azur i sydöstra Frankrike. Kommunen ligger i kantonen Pertuis som tillhör arrondissementet Apt. År 2022 hade Peypin-d'Aigues 663 invånare.

## Befolkningsutveckling
Antalet invånare i kommunen Peypin-d'Aigues
| Referens: INSEE |